# Świetlikowa Wola
Świetlikowa Wola – wieś w Polsce położona w województwie mazowieckim, w powiecie zwoleńskim, w gminie Policzna. Ma status sołectwa.
Wierni Kościoła rzymskokatolickiego należą do parafii św. Stefana w Policznie.

## Części wsi
| SIMC    | Nazwa                  | Rodzaj    |
| ------- | ---------------------- | --------- |
| 1060777 | Dąbrówka Świetlikowska | część wsi |
| 0632094 | Parcela                | część wsi |
| 1058792 | Żebrak                 | część wsi |

## Historia
Świetlikowa Wola pojawia się w dokumentach w końcu XIV w. Prywatna wieś szlachecka, położona była w drugiej połowie XVI wieku w powiecie radomskim województwa sandomierskiego. 
Właścicielami wsi byli kolejno: Piotr Ślisz, Andrzej Ślisz, Katarzyna Siemieńska z domu Ślisz, synowie Katarzyny Siemieńskiej, rodzina Gniewoszów z Oleksowa i Sarnowa, Antoni Marczewski (XVII wiek), Antonina Krassowska z domu Marczewska, Franciszek Krassowski, Aleksandra primo voto Wojciechowska secundo voto Dąbrowska z domu Krassowska, jej spadkobiercy, a od 1908 Stanisław Odrowąż Pieniążek. W 1939 majątek został mu odebrany przez Niemców, a w 1945 został upaństwowiony.
W 1846 nastąpił podział wsi pomiędzy Franciszka Krassowskiego i Alojzego Czołczyńskiego, w wyniku którego część wsi, która znalazła się w rękach tego drugiego, otrzymała nazwę Ługowa Wola. Zabudowania Świetlikowej Woli przeniesiono o około 100 m na południe. 
W 1864 miało miejsce uwłaszczenie chłopów.
W dniu 20 października 1914 na okolicznych polach miała miejsce potyczka wojsk austriackich z wycofującymi się wojskami rosyjskimi. W Świetlikowej Woli 14 stycznia 1945 poległo 12 żołnierzy niemieckich, którzy wycofywali się pod naporem radzieckich oddziałów pancernych. Zostali pochowani na miejscowym cmentarzu cholerycznym.
W 1969 w Świetlikowej Woli powstała Ochotnicza Straż Pożarna.
W latach 1975–1998 miejscowość administracyjnie należała do województwa radomskiego.

## Demografia
- 1867 – 266 osób
- 1907 – 495 osób
- 2004 – 159 osób

## Ważniejsze obiekty
- Cmentarz choleryczny - obecnie w tym miejscu strzelnica